# Joe Hunt
Joseph "Joe" Raphael Hunt (San Francisco, 17 de Fevereiro de 1919 - Daytona Beach, 2 de Fevereiro de 1945) foi um tenista profissional estadunidense.

## Grand Slam finais

### Simples: 1 (1 título)
| Resultado | Ano  | Torneio                     | Oponente    | Placar              |
| Campeão   | 1943 | U.S. National Championships | Jack Kramer | 6–3, 6–8, 10–8, 6–0 |

## Grand Slam Performance em Simples
| Torneio          | 1936 | 1937 | 1938 | 1939 | 1940 | 1941 | 1942 | 1943 |
| ---------------- | ---- | ---- | ---- | ---- | ---- | ---- | ---- | ---- |
| Grand Slam       |      |      |      |      |      |      |      |      |
| Australian Open  | A    | A    | A    | A    | A    | NH   | NH   | NH   |
| Aberto da França | A    | A    | A    | A    | NH   | NH   | NH   | NH   |
| Wimbledon        | A    | A    | A    | A    | NH   | NH   | NH   | NH   |
| US Open          | 3R   | QF   | QF   | SF   | SF   | A    | A    | V    |